# Đại lộ

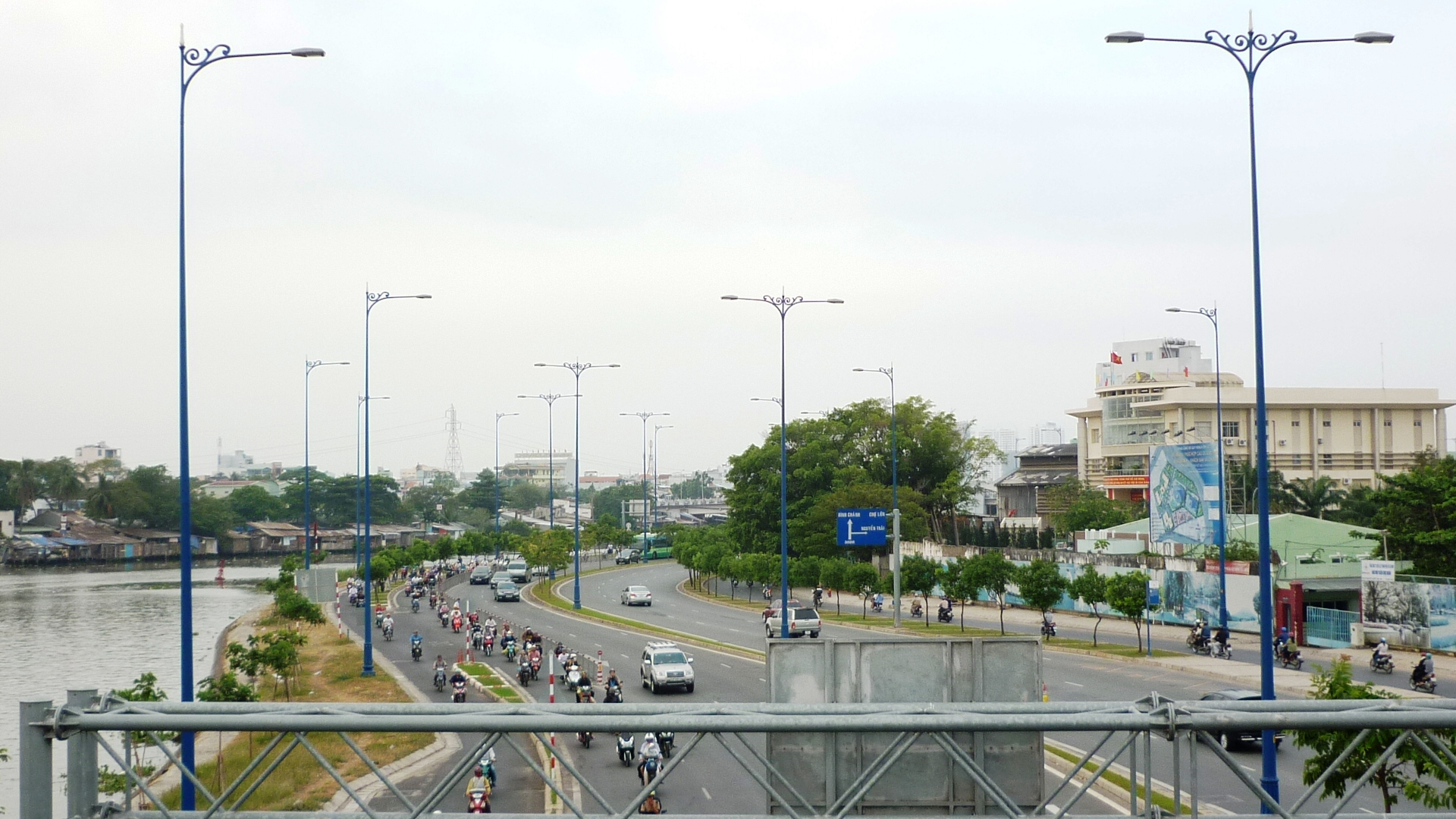
Đại lộ Võ Văn Kiệt đoạn đi qua Quận 5, Thành phố Hồ Chí Minh nhìn từ trên cao

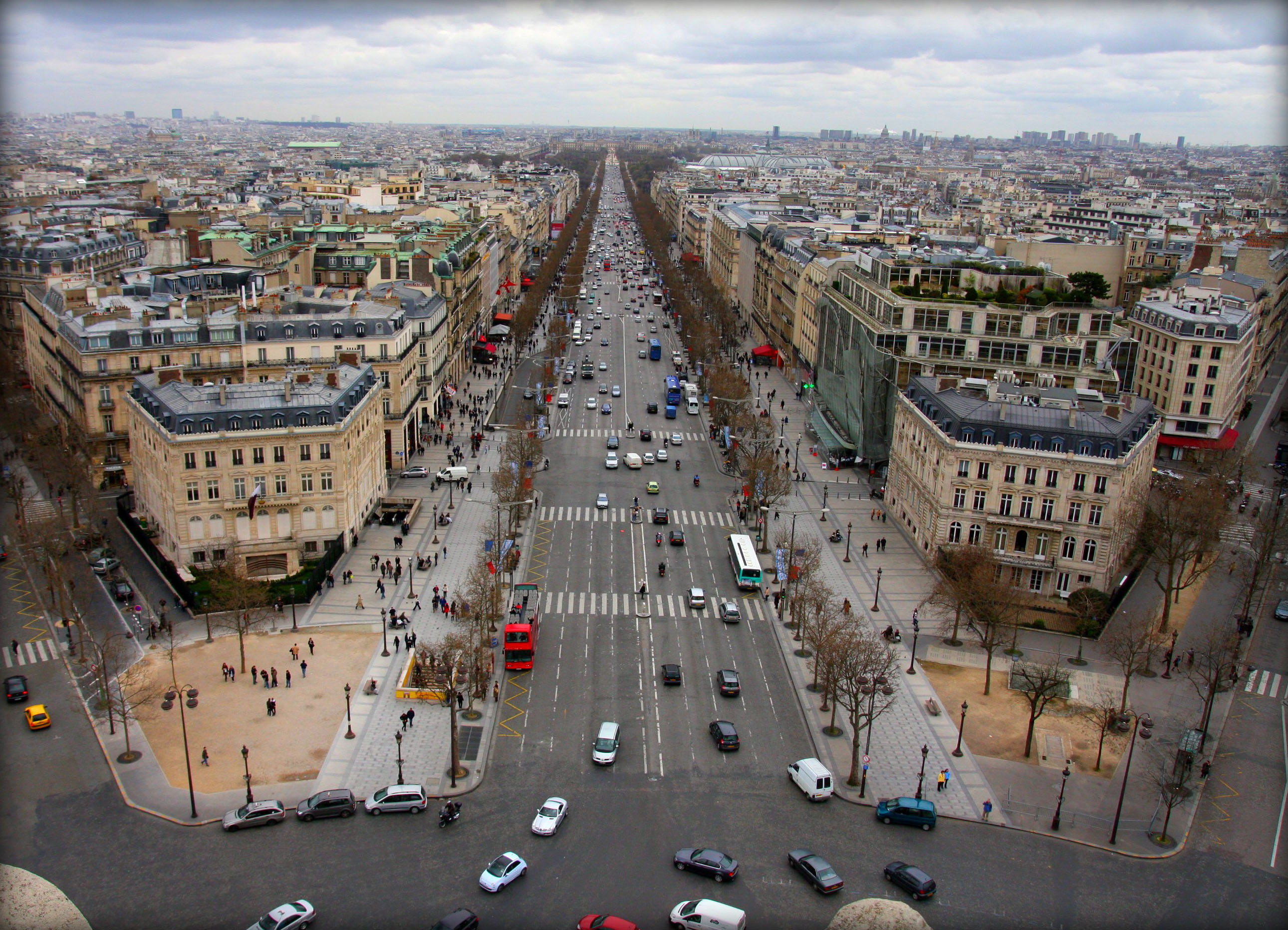
Đại lộ Champs-Élysées nhìn từ Khải Hoàn Môn

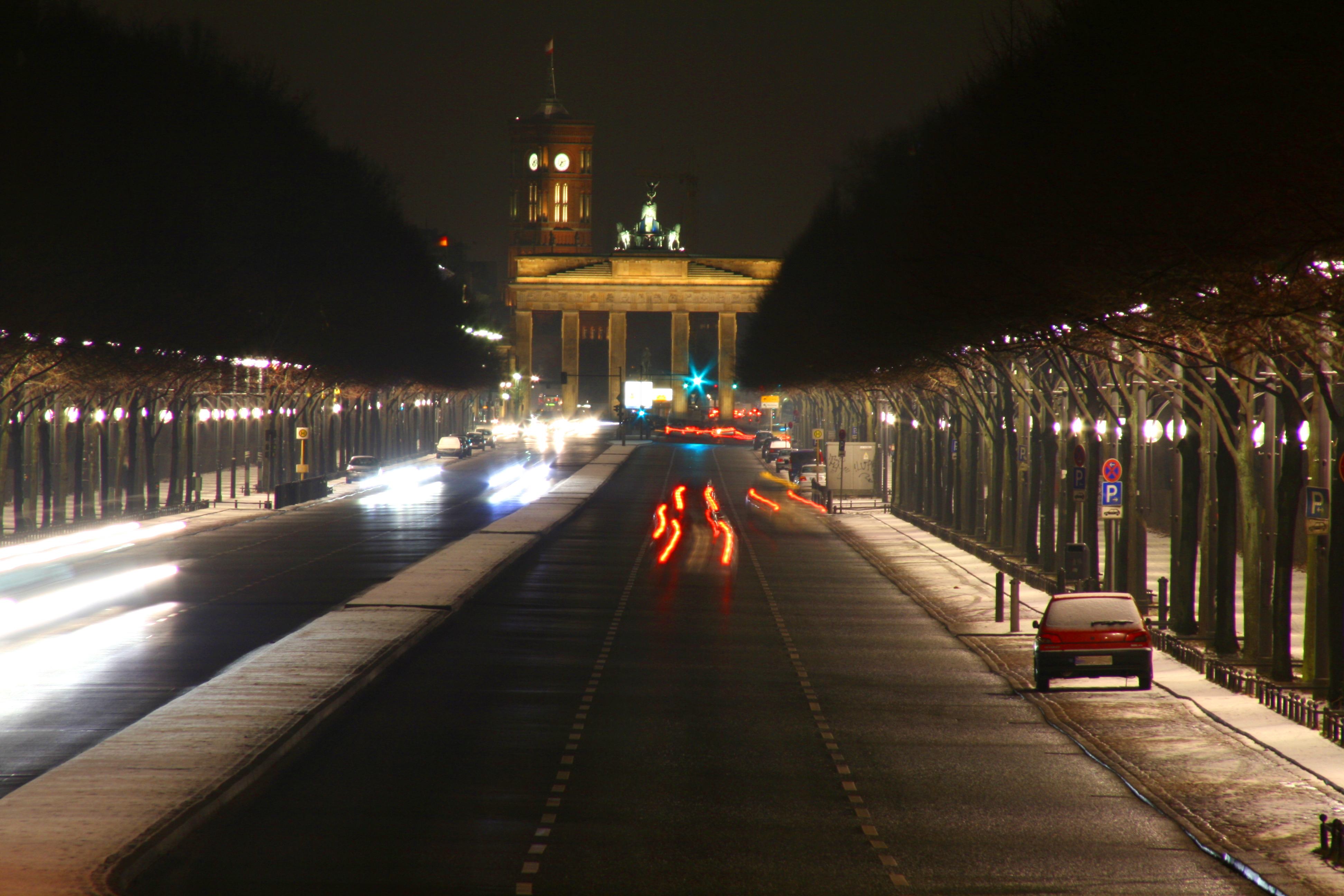
Cổng Brandenburg nằm trên đại lộ số 17 về đêm ở Berlin

Đại lộ là một con đường rộng lớn, có bốn làn xe trở lên, thường có dải bê tông phân cách . Trên dải phân cách thường trồng cây cỏ. Đại lộ thường được bố trí dọc theo các bờ sông, bãi biển, hai bên có vỉa hè rộng rãi dành riêng cho người đi bộ. Trên đại lộ thường đặt các đài kỷ niệm, các tác phẩm điêu khắc, đài phun nước, sân chơi cho trẻ em, sân chơi thể thao, quán cà phê hay quầy hàng mua sắm.
Sách tiếng Việt vào đầu thế kỷ 20 còn dùng chữ thông cù để gọi loại đường lớn này.

## Đại lộ danh tiếng
Paris, Pháp: Đại lộ Champs-Élysée. Hoa Kỳ: Đại lộ Danh vọng Hollywood
Ở Việt Nam có Đại lộ Nguyễn Huệ ở trung tâm Sài Gòn rộng 60 mét; Đại lộ Đông Tây ở phía nam. Hà Nội thì có Đại lộ Thăng Long.